# Spermacoce suprahila
Spermacoce suprahila är en måreväxtart som beskrevs av Harwood. Spermacoce suprahila ingår i släktet Spermacoce och familjen måreväxter. Inga underarter finns listade i Catalogue of Life.